# Audubon (Iowa)
Audubon è una città degli Stati Uniti, capoluogo della Contea di Audubon, nello Stato dell'Iowa.

## Geografia fisica
Audubon è situata a 41°43′13″N 94°55′42″W (41.720723 -94.928422). La città ha una superficie di 4,87 km² interamente coperti da terra. Audubon è situata a 398 m s.l.m.

## Società

### Evoluzione demografica
Al censimento del 2010, Audubon contava 2.176 abitanti e 586 famiglie. La densità di popolazione era di 446,82 abitanti per chilometro quadrato. Le unità abitative erano 1.106 con una media di 227,10 per chilometro quadrato. La composizione razziale contava il 98,9% di bianchi, lo 0,3% di nativi americani, lo 0,2% di afroamericani, lo 0,2% di asiatici e lo 0,3% di altre razze.